# Historia Francorum
La Historia Francorum Qui Ceperunt Iherusalem, abrégée en Historia Francorum, est une chronique de la première croisade, rédigée vers la fin du XIe siècle et le début du XIIe (de 1098 à 1100) par Raymond d'Aguilers, prêtre de Vézelay. Ce dernier accompagne Raymond de Saint-Gilles et Adhémar de Monteil, faisant un périple en Orient lors de la première croisade qu'il rapporte dans la Historia Francorum, en 15 chapitres, comprenant les événements depuis le départ des croisés français pour la Dalmatie jusqu'à la bataille d'Ascalon. La rédaction de la chronique commence lors du siège d'Antioche en 1098 et se terminerait en 1100.
La Historia Francorum comprend des informations circonstanciées et précises basées sur les rapports authentiques, traitant de la relation entre les croisés, les musulmans et les Byzantins, ainsi que l'hostilité entre l'Église de Constantinople et celle de Rome. Contrairement à la Gesta Francorum, un autre document original sur la première croisade, elle n'a pas de parti pris pour Raymond de Saint-Gilles.

## Rédaction
Le chroniqueur français Raymond d'Aguilers est prêtre de Vézelay et un évêque éminent du Concile de Clermont qui a lieu en novembre 1095. Il est chapelain de Raymond de Saint-Gilles dans son voyage en orient, et participe ainsi dans la première croisade. Dans la Historia Francorum, Raymond d'Aguilers, tout comme l'auteur anonyme de la Gesta Francarum, rapporte ses observations depuis le départ des croisés du Midi de la France vers la Terre Sainte (1096) jusqu'à la fin de la bataille d'Ascalon (12 août 1099). Vu sa dernière ligne, la cronique est mentionnée dans certains ouvrages contemporains sous le titre livre de Raymond.
La Historia Francorum se focalise sur les actes de Raymond de Saint-Gilles et les gestes de l'armée du sud de la France lors de la première croisade. Selon le historien Joseph-François Michaud, Raymond d'Aguilers rédige la Historia Francorum en réponse aux racontars que disent les réfugiés de la guerre, qui empêchent les Occidentaux d'aller à la croisade. Néanmoins, Raymond d'Aguilers écrit dans la préface qu'il est délégué de Pons de Balazuc pour mettre à l'écrire les gestes de l'armée du Midi de la France dirigée par Raymond de Saint-Gilles et Adhémar de Monteil. La chronique commence par le départ des croisés à Constantinople et manque des événements précédant la première campagne, notamment le concile de Clermont.

## Contenu et structure
La Historia Francorum qui ceperunt Iherusalem est compilée en 15 chapitres: Le Ier chapitre relate le voyage en Dalmatie et la ruse des Byzantins sur la façon dont les troupes croisées occitanes commandées par Raymond de Saint-Gilles se déplacent vers l'est et narre les événements que les croisés rencontrent en route en Dalmatie (rencontre avec les Slaves), à Scutari (rencontre avec les Serbes) et à Durrazzo (rencontre les Byzantins). Le IIe chapitre raconte le passage des croisés en Grèce et traite de la relation entre Raymond de Saint-Gilles et l'empereur byzantin Alexis Ier Comnène. Le IIIe chapitre aborde le siège et la chute de Nicée ainsi que le parcours des Francs en Anatolie le 4 mai 1097. Le récit de Raymond d'Aguilers sur le siège de Nicée ressemble à celui mentionné dans la Gesta, et les deux ouvrages citent maintes sources. Le IVe chapitre parle du siège d'Antioche et de la relation entre les croisés et les Seldjoukides. Le Ve chapitre porte sur la dernière phase du siège d'Antioche et l'état des belligérants. Le VIe chapitre narre la conquête d'Antioche par les Francs. Le VIIe chapitre raconte le siège d'Antioche par le commandant seldjoukide Kerbogha et la découverte de la Sainte Croix. En comparaison des autres chroniqueurs, Raymond d'Aguilers raconte l'histoire de la Sainte Croix et parle des rêves de Pierre Barthélemy de façon plus détaillée.
Le VIIIe chapitre est sur la défaite de Kerbogha par les Francs. Le IXe chapitre parle de la mort d'Adhémar à Antioche (1er août 1098) et ses conséquences sur les croisés et la transmission des visions, les conflits entre les commandants des croisés, la conjonctures des villes et l'état des peuples sous la souveraineté des croisés, le retour de Bohémond en Cilicie et le départ de Godefroy pour la ville de Rouha. Le Xe chapitre porte sur la conquête de Bareh par les croisés sous le commandement de Raymond de Saint-Gilles et de Bohémond (25 septembre), et sur la prise de Maarat al-Nouman (28 novembre 1098) et le massacre de sa population. Le XIe chapitre est consacré à la reprise de la route par les croisés vers le Levant, au début du siège d'Aragheh et à l'état des chrétiens dans ces zones. Le XIIe chapitre racontes de divers rêves présentés aux croisés par Dieu lors de la première croisade, dont le plus célèbre est la Sainte Croix. Le XIIIe chapitre est sur la démission du siège d'Aragheh, la dispersion des troupes croisées et de le départ pour Jérusalem. Le XIVe chapitre parle du siège de Jérusalem et sa conquête (15 juillet 1099), du rôle des flottes génoises dans cette victoire, de la massacre des musulmans à travers la Terre Sainte et la formation d'un gouvernement latin dans cette contré. Le XVe chapitre porte sur les événements à la suite de la chute de Jérusalem, sur la bataille d'Ascalon et la prise de la ville par les croisés (12 août 1099), et sur leur victoire sur les forces fatimides; le dernier contient les propres observations de l'auteur racontées en détail,.
La préface de la chronique est écrite en juillet 1099 après la prise de Jérusalem, et l'armée des croisés y est appelée l'armée victorieuse. Il s'avère que Raymond d'Aguilers commence la rédaction de la Historia Francorum en 1098, lors du siège d'Antioche. Il n'existe aucune preuve que Raymond d'Aguilers soit au courant de la mort de Raymond de Saint-Gilles en 1105, il est donc probable qu'il complète son œuvre au début des années 1100. Le manuscrit original de l'Historia Francorum ne survit pas, il en existe cependant 6 copies datant des XIIe et XIIIe siècles.